# Ornithoboea emarginata
Ornithoboea emarginata är en tvåhjärtbladig växtart som beskrevs av D.J. Middleton och N.S. Lý. Ornithoboea emarginata ingår i släktet Ornithoboea och familjen Gesneriaceae. Inga underarter finns listade i Catalogue of Life.